# Termodynamický potenciál
Jako termodynamický potenciál se v termodynamice označují vybrané extenzivní stavové termodynamické veličiny s rozměrem energie.
Jednotlivé termodynamické potenciály se liší svými přirozenými proměnnými (vystupujícími ve vztahu pro totální diferenciál termodynamického potenciálu) a jsou mezi sebou převoditelné Legendrovou transformací.
Název termodynamické potenciály je analogií k potenciálům (resp. potenciálním energiím) silových polí, neboť lze s jejich pomocí vyjádřit podmínky stability (termodynamické) rovnováhy a trendy změny ve speciálních případech, kdy vybrané vnější nebo vnitřní parametry termodynamického systému lze udržovat konstantní.

## Definiční vztahy
Ve všech vztazích {\displaystyle T\,} je termodynamická teplota, {\displaystyle S\,} je entropie, {\displaystyle p\,} je tlak, {\displaystyle V\,} je objem, {\displaystyle \mu \,} je chemický potenciál, {\displaystyle n\,} je látkové množství, {\displaystyle Q\,} je teplo, {\displaystyle W\,} je práce vykonaná na systému.
Základním termodynamickým potenciálem je vnitřní energie {\displaystyle U\,}, jejíž přirozené proměnné jsou všechny extenzivní parametry. Zpravidla se uvažuje pouze objemová práce termodynamického systému a termodynamicky rovnocenné částice systému; v takovém případě lze pro diferenciál vnitřní energie odvodit z matematické formulace první hlavní věty termodynamické vztah (u systémů s konstantním počtem částic poslední člen odpadá):
{\displaystyle \mathrm {d} U=T\mathrm {d} S-p\mathrm {d} V+\mu \mathrm {d} n\,}
Přirozenými proměnnými jsou tedy entropie, objem a látkové množství. Vhodnou Legendrovou transformací lze zaměnit sobě odpovídající extenzivní a intenzivní proměnné; definují se tak následující termodynamické potenciály (používá se zejména prvních pět s vlastními názvy):
| Název                      | Definiční vztah                                     | Vztah k vnitřní energii                                                                     |
| Vnitřní energie            | ({\displaystyle \mathrm {d} U=\delta Q+\delta W\,}) | {\displaystyle U\,}                                                                         |
| Helmholtzova volná energie | {\displaystyle F=U-TS\,}                            | {\displaystyle F=U-TS\,}                                                                    |
| Entalpie                   | {\displaystyle H=U+pV\,}                            | {\displaystyle H=U\,\,\,\,\,\,\,\,\,\,\,\,\,\,\,\,+pV\,}                                    |
| Gibbsova volná energie     | {\displaystyle G=H-TS\,}                            | {\displaystyle G=U-TS+pV\,}                                                                 |
| Grandkanonický potenciál   | {\displaystyle \Omega =F-\mu n\,}                   | {\displaystyle \Omega =U-TS\,\,\,\,\,\,\,\,\,\,\,\,\,\,\,\,\,-\mu n\,}                      |
|                            | {\displaystyle R=\Omega +TS\,}                      | {\displaystyle R=U\,\,\,\,\,\,\,\,\,\,\,\,\,\,\,\,\,\,\,\,\,\,\,\,\,\,\,\,\,\,\,\,-\mu n\,} |
|                            | {\displaystyle J=R+pV\,}                            | {\displaystyle J=\,U\,\,\,\,\,\,\,\,\,\,\,\,\,\,\,\,\,+pV-\mu n\,}                          |
|                            | {\displaystyle K=G-\mu n\,}                         | {\displaystyle K=U-TS+pV-\mu n\,}                                                           |

## Vztahy pro totální diferenciály
Výše uvedené definice zajišťují, že termodynamické potenciály mají navzájem odlišné přirozené proměnné, jak ukazují následující vztahy (u systémů s konstantním počtem částic poslední členy odpadají a čtyři poslední potenciály jsou bezpředmětné, protože se rovnají prvním čtyřem):
| {\displaystyle \mathrm {d} U=\,\,\,\,\,T\mathrm {d} S-p\mathrm {d} V+\mu \mathrm {d} n\,}   |
| {\displaystyle \mathrm {d} F=-S\mathrm {d} T-p\mathrm {d} V+\mu \mathrm {d} n\,}            |
| {\displaystyle \mathrm {d} H=\,\,\,\,T\mathrm {d} S+V\mathrm {d} p+\mu \mathrm {d} n\,}     |
| {\displaystyle \mathrm {d} G=-S\mathrm {d} T+V\mathrm {d} p+\mu \mathrm {d} n\,}            |
| {\displaystyle \mathrm {d} \Omega =-S\mathrm {d} T-p\mathrm {d} V-n\mathrm {d} \mu \,}      |
| {\displaystyle \mathrm {d} R=\,\,\,\,T\mathrm {d} S-p\mathrm {d} V-n\mathrm {d} \mu \,}     |
| {\displaystyle \mathrm {d} J=\,\,\,\,\,\,T\mathrm {d} S+V\mathrm {d} p-n\mathrm {d} \mu \,} |
| {\displaystyle \mathrm {d} K=-S\mathrm {d} T+V\mathrm {d} p-n\mathrm {d} \mu \,}            |

Přirozenými proměnnými jsou tedy
- pro vnitřní energii {\displaystyle U\,}: {\displaystyle \,\,\,S,V,n\,}
- pro volnou energii {\displaystyle F\,}: {\displaystyle \,\,\,T,V,n\,}
- pro entalpii {\displaystyle H\,}: {\displaystyle \,\,\,S,p,n\,}
- pro Gibbsovu energii {\displaystyle G\,}: {\displaystyle \,\,\,T,p,n\,}
- pro grandkanonický potenciál {\displaystyle \Omega \,}: {\displaystyle \,\,\,T,V,\mu \,}
- pro potenciál {\displaystyle R\,}: {\displaystyle \,\,\,S,V,\mu \,}
- pro potenciál {\displaystyle J\,}: {\displaystyle \,\,\,S,p,\mu \,}
- pro potenciál {\displaystyle K\,}: {\displaystyle \,\,\,T,p,\mu \,}.

Z těchto vztahů lze jednoduše stanovit jednotlivé termodynamické proměnné jako parciální derivace termodynamických potenciálů.
Jako příklad - z první rovnice plyne:
{\displaystyle T=\left({\frac {\partial U}{\partial S}}\right)_{V,n},\,\,\,p=-\left({\frac {\partial U}{\partial V}}\right)_{S,n},\,\,\,\mu =\left({\frac {\partial U}{\partial n}}\right)_{S,V}\,}
Lze z nich také odvodit tzv. Maxwellovy relace mezi derivacemi termodynamických proměnných.

## Stabilita rovnovážných termodynamických systémů
V mechanice se k charakterizování stability (mechanických) systémů v konzervativním silovém poli používá potenciální energie {\displaystyle E_{\mathrm {p} }\,} nebo obdobná veličina potenciál. Stabilní rovnovážný systém je charakterizován minimem potenciální energie, žádná infinitezimální variace proměnných parametrů systému nemůže vést k jejímu poklesu. To lze zapsat vztahem
{\displaystyle \delta E_{\mathrm {p} }\geqq 0\,}
Přímou obdobou pro izolované uzavřené termodynamické systémy (nekoná se objemová práce a neprobíhá tepelná ani látková výměna s okolím) je vztah pro vnitřní energii:
{\displaystyle \left(\delta U\right)_{S,V,n}\geqq 0\,}
U systémů s tepelnou výměnou s okolím je situace složitější. Ukazuje se přitom vhodnost výše definovaných termodynamických potenciálů.
Pro systémy, u kterých je udržována konstantní teplota (běžné fyzikálně-chemické systémy v termostatu nebo v přímém kontaktu s ohřívačem/chladičem) a nekoná se objemová práce a neprobíhá látková výměna s okolím, je vhodným potenciálem pro charakterizaci stabilní rovnováhy volná energie:
{\displaystyle \left(\delta F\right)_{T,V,n}\geqq 0\,}
Pro systémy, u kterých je udržována konstantní teplota a tlak (běžné fyzikálně-chemické systémy při atmosférickém tlaku v termostatu nebo v přímém kontaktu s ohřívačem/chladičem) a neprobíhá látková výměna s okolím, ale koná se objemová práce, je vhodným potenciálem pro charakterizaci stabilní rovnováhy Gibbsova energie:
{\displaystyle \left(\delta G\right)_{T,p,n}\geqq 0\,}

## Gibbsovy-Helmholtzovy rovnice
Ze vztahů pro diferenciály lze odvodit i vztahy, kdy je pomocí jednoho termodynamického potenciálu a jedné jeho přirozené proměnné vyjádřen jiný termodynamický potenciál spojený s druhým potenciálem jednoduchou Legendrovou transformací. Rovnice mají shodný tvar a nazývají se Gibbsovy-Helmholtzovy (někdy se tímto názvem označují pouze první a šestá rovnice z níže uvedených), přestože poprvé je odvodil F. Massieu. Pro systémy s konstantním počtem částic mají tvar:
{\displaystyle U=F-T\left({\frac {\partial F}{\partial T}}\right)_{V}\,}
{\displaystyle U=H-p\left({\frac {\partial H}{\partial p}}\right)_{S}\,}
{\displaystyle F=U-S\left({\frac {\partial U}{\partial S}}\right)_{V}\,}
{\displaystyle F=G-p\left({\frac {\partial G}{\partial p}}\right)_{T}\,}
{\displaystyle H=U-V\left({\frac {\partial U}{\partial V}}\right)_{S}\,}
{\displaystyle H=G-T\left({\frac {\partial G}{\partial T}}\right)_{p}\,}
{\displaystyle G=F-V\left({\frac {\partial F}{\partial V}}\right)_{T}\,}
{\displaystyle G=H-S\left({\frac {\partial H}{\partial S}}\right)_{p}\,}
Hovoří-li se o Gibbsově-Helmholtzově rovnici v jednotném čísle, pak se jím zpravidla rozumí upravený šestý z výše uvedených vztahů, derivovaný podle teploty (při stálém tlaku):
{\displaystyle {\left({\frac {\partial }{\partial T}}{\left({\frac {G}{T}}\right)}\right)}_{p}=-{\frac {H}{T^{2}}}}